# Roberto Heuchayer
Roberto Heuchayer Santos de Araújo, mais conhecido como Roberto Heuchayer ou simplesmente Roberto (Picos, 4 de dezembro de 1990), é um futebolista brasileiro que atua como lateral-esquerdo, meia-esquerda e ponta-esquerda. Atualmente, defende o CSA.

## Carreira

### Antecedentes
Roberto nasceu em Picos, no Piauí. Inicialmente foi para o Vitória em 2005, mas foi rejeitado nos testes por estar acima do peso e outra vez rejeitado em um segundo teste. No ano seguinte, foi para às categorias de base do rival Bahia, onde foi aprovado e subsequentemente promovido à equipe profissional.

### Bahia
Formado nas categorias de base do Bahia, ele fez sua estreia profissional em 28 de novembro de 2008, no empate por 0–0 fora de casa contra o Gama, pela Série B de 2008. Roberto marcou seus dois primeiros gols profissionais em 6 de junho de 2009, em uma vitória em casa por 4–0 sobre o ABC.
Pelo Bahia, realizou 11 partidas e fez 3 gols.

### Icasa
Após rescindir com o Bahia, Roberto teve pequenas passagens pelo Bahia de Feira, Campinense, Fluminense de Feira e Atlético Universitário. Em 8 de fevereiro de 2013, o Icasa confirmou a contratação de Roberto à equipe. Fez sua estreia pelo clube cearense em 25 de maio, entrando como substituto em uma vitória em casa contra o Sport por 2–1, pela Série B de 2013.
Fez seu primeiro gol pelo Icasa em 20 de outubro, em uma derrota fora de casa por 2–1 contra o São Caetano, pela Série B de 2013. Pelo Icasa, Roberto fez 25 partidas e marcou apenas um gol.

### Ferroviária
Depois de ser contratado pelo Atlético Paranaense em 14 de dezembro de 2013; ele foi, no entanto, imediatamente emprestado à Ferroviária. Entrando pela primeira vez com o clube em 25 de janeiro de 2014, durante uma vitória em casa por 2–0 sobre o Capivariano, pelo Paulistão Série A2 2014. Marcou seu primeiro gol em 22 de março, em uma vitória em casa por 2–1 sobre o Grêmio Osasco.
Durante sua primeira passagem pela Ferroviária, Roberto fez 14 partidas e marcou apenas um gol.

### Náutico
Em 21 de maio de 2014, Roberto foi emprestado ao Náutico, com um contrato até o final do ano. Em 31 de maio, fez sua estreia pelo clube pernambucano em uma vitória fora de casa por 3–1 sobre o América Mineiro, marcando o seu primeiro gol na mesma partida, pela Série B de 2014.
Em 20 de outubro de 2014, a diretoria do Náutico dispensou Roberto e Tadeu. A comissão técnica se queixou após ambos terem perdido o voo para Minas Gerais, onde o Náutico enfrentou o Boa Esporte. Um ato de indisciplina foi investigado e a cúpula alvirrubra decidiu dispensá-los.

### Retorno à Ferroviária
Em 2 de dezembro de 2014, após ser dispensado no Náutico e ainda estar sem espaço no Atlético Paranaense, Roberto foi emprestado mais uma vez à Ferroviária. Sua estreia aconteceu em 21 de fevereiro de 2015, durante uma vitória por 1–0 em casa contra o Paulista, pelo Paulistão Série A2 2015. Em 28 de março, marcou seu primeiro gol após o seu retorno em uma vitória de goleada por 7 a 1 sobre o Monte Azul.
Na sua segunda passagem pela Ferroviária, participou de 13 partidas e marcou um gol, além da sua equipe ter sido campeã do Paulistão Série A2 2015.

### Bragantino
Em 15 de maio de 2015, Roberto foi emprestado ao Bragantino. Fez sua primeira partida em 29 de maio, em uma derrota em casa por 1–0 contra o América Mineiro, pela Série B de 2015. Roberto fez seu primeiro gol no clube do interior paulista em 13 de junho, em uma vitória fora de casa de goleada por 5–2 sobre o Macaé.
Na sua passagem pelo Bragantino, participou de 17 partidas e marcou um gol.

### Atlético Paranaense
Após uma boa temporada no Bragantino, em 25 de agosto de 2015, Roberto retornou ao Atlético Paranaense para substituir Alan Ruschel, fora da equipe devido a uma lesão no joelho. Com apenas Sidcley como especialista na posição, o Atlético acertou o retorno do atleta após uma sequência de empréstimos. Ele fez sua estreia com a camisa rubro-negra em 16 de setembro, entrando como titular em uma derrota em casa por 2–1 contra o Grêmio, pela Série A de 2015.
Seu primeiro gol aconteceu em 29 de novembro, aonde sua equipe venceu em casa por 3–0 o Flamengo, pela Série A de 2015. Pelo Atlético Paranaense, Roberto fez 23 partidas e marcou apenas um gol, além de estar presente na equipe que venceu o Campeonato Paranaense de 2016.

### Santa Cruz
Em 4 de maio de 2016, Roberto foi emprestado ao Santa Cruz, por indicação de Milton Mendes, com quem trabalhou no Atlético Paranaense. Sua primeira partida aconteceu em 1 de junho, em uma derrota em casa por 1–0 para o Sport, pela Série A de 2016. Marcou seu primeiro gol em 27 de novembro, quando sua equipe venceu em casa por uma goleada de 5–1 sobre o Grêmio.
Em 8 de janeiro de 2017, Roberto renovou seu empréstimo ao Santa Cruz por mais uma temporada. No total, fez 37 partidas e marcou 3 gols.

### Chapecoense
Em 1 de agosto de 2017, após uma indicação de Vinícius Eutrópio, Roberto foi apresentado à Chapecoense com um contratação até o final de 2019. Sua estreia aconteceu em 6 de agosto, quando começou o jogo de titular em uma derrota de 2–0 fora de casa para o Coritiba, pela Série A de 2017.
Na sua primeira passagem, Roberto fez 6 partidas e marcou nenhum gol.

### Londrina
Sem espaço na Chapecoense, em 1 de março de 2018, Roberto foi transferido ao Londrina por um empréstimo até o fim da temporada. Sua primeira partida pelo clube paranaense aconteceu em 4 de março, quando sua equipe empatou em casa por 1–1 com o Prudentópolis, pelo Campeonato Paranaense de 2018. O jogador foi titular nas 14 primeiras rodadas, mas perdeu espaço depois que se contundiu.
No total, fez 21 partidas e marcou nenhum gol.

### Retorno à Chapecoense
Em 2 de agosto de 2018, por opção técnica, o Londrina decidiu devolver Roberto para a Chapecoense no meio do seu empréstimo. Sua reestreia pelo clube do Oeste Catarinense aconteceu em 2 de setembro, quando sua equipe foi derrotada em casa por 2–1 para o Palmeiras, pela Série A de 2018.
Na sua segunda passagem, Roberto fez 9 partidas e marcou nenhum gol.

### Figueirense
Em 4 de junho de 2019, Roberto foi emprestado ao Figueirense por um contrato até o final da temporada. Apesar de iniciar na equipe do sub-23 para a disputa do Campeonato Brasileiro de Aspirantes de 2019, o jogador fez sua estreia em 15 de agosto, em uma derrota em casa para a Ponte Preta por 1–0, pela Série B de 2019.
Pouco aproveitado no Figueirense, Roberto fez 3 partidas e marcou nenhum gol.

### Terceira passagem na Chapecoense
Em 24 de agosto de 2019, Roberto anunciou que iria retornar à Chapecoense, após uma passagem de empréstimo de poucos meses no Figueirense. Sua primeira partida após o seu segundo retorno aconteceu em 29 de setembro, em um empate fora de casa por 1–1 contra o Athletico Paranaense, pela Série A de 2019. Após um jejum de 3 anos sem balançar as redes, em 8 de dezembro de 2020, Roberto marcou o segundo gol de uma vitória por 2–0 fora de casa sobre o Avaí, pela Série B de 2020.
Sua terceira passagem na Chapecoense ficou marcada pelo rebaixamento na Série A de 2019, mas no ano seguinte foi campeão do Campeonato Catarinense de 2020 e da Série B de 2020. Em 10 de fevereiro de 2021, após a conquista dos dois campeonatos, Roberto decidiu não renovar com a Chapecoense. No total, Roberto fez 44 partidas e marcou um gol.

## Estilo de jogo
Roberto é meio-campista de origem, mas devido ao seu porte físico foi movido para à lateral-esquerda por um tempo e ajudar na marcação. Mas também Roberto pode jogar na ponta-esquerda, posição em que inicialmente jogava no clube em que foi revelado, no Bahia. Voltou a atuar no ataque e no meio com a chegada de Marquinhos Santos à Chapecoense, o mesmo aconteceu com a chegada de Umberto Louzer.

## Vida pessoal
Em 12 de julho de 2020, após ser diagnosticado com a COVID-19, Roberto foi internado em um hospital de Chapecó, Santa Catarina, após alegar falta de ar e tosse. Inicialmente, seu quadro foi considerado estável. 4 dias depois, o jogador recebeu alta e retornou para sua casa sem apresentar novos sintomas da doença há três dias. Mas a doença lhe deixou diversas sequelas, acabando por ter 40% do seu pulmão afetado.

## Títulos
Bahia de Feira
- Campeonato Baiano: 2011
- Torneio Início da Bahia: 2011

Ferroviária
- Campeonato Paulista - Série A2: 2015

Atlético Paranaense
- Campeonato Paranaense: 2016

Santa Cruz
- Taça Asa Branca: 2017

Chapecoense
- Campeonato Catarinense: 2020
- Campeonato Brasileiro - Série B: 2020